# Peter Jörg
Peter Jörg, né le 25 février 1972 à Uster, est un coureur cycliste suisse. Il est devenu champion de Suisse sur piste à plusieurs reprises. 

## Palmarès sur piste

### Championnats d'Europe
- 2007
  -  Médaillé de bronze du demi-fond
- 2008
  -  Médaillé de bronze du demi-fond
- 2009
  -  Médaillé de bronze du demi-fond

### Championnats nationaux
- Champion de Suisse de course derrière derny en 1998, 1999 et 2000
- Champion de Suisse de demi-fond en 2001, 2002, 2003, 2006 et 2011 (2e en 2005, 2007, 2008 et 2017, 3e en 1998, 2000, 2004, 2009, 2014, 2015, 2016 et 2018)
- Champion de Suisse du scratch en 2004

## Palmarès sur route
- 1996
  - GP Osterhas
- 1997
  - GP Osterhas
- 1999
  - Jelajah Malaysia
- 2006
  - 3e du Tour de Leipzig